# Песчанка (Порховский район)
Песчанка — деревня в северной части Порховского района Псковской области. Входит в состав сельского поселения «Павская волость».
Расположена на берегу реки Ситня, в 32 км к северу от города Порхов и в 11 км к востоку от волостного центра, села Павы. Севернее примыкает деревня Берёза.

## Население
Численность населения деревни по состоянию на 2000 год составляла 61 житель.

## История
До 3 июня 2010 года деревня входила в состав ныне упразднённой Берёзовской волости.